# Dynamine glauce
Dynamine glauce är en fjärilsart som beskrevs av Bates 1865. Dynamine glauce ingår i släktet Dynamine och familjen praktfjärilar. Inga underarter finns listade i Catalogue of Life.